# 新岡直樹
新岡 直樹（にいおか なおき、1960年 5月8日 - ）は、日本の実業家。元 ヒューマンインキュベーション株式会社（現･ヒューマングローバルタレント株式会社）代表取締役、元 株式会社ダイジョブ（現･ヒューマンリソシア株式会社）代表取締役、元 Human I.K.株式会社（韓国）代表理事、元 ザ・ヒューマン株式会社（現･ヒューマンアカデミー株式会社）取締役、元 ヒューマンホールディングス株式会社執行役員。

## 人物・経歴
1960年5月8日北海道生まれ。1986年3月千葉商科大学商経学部卒業。1986年4月上野シティホテル株式会社入社。1988年8月株式会社啓成（東京ランゲージスクール）入社 。1996年3月ザ・ヒューマン株式会社（現･ヒューマンアカデミー株式会社）入社、2002年8月同社取締役 。2006年3月Human I.K.株式会社（韓国）代表理事、2008年10月株式会社ダイジョブ（現･ヒューマンリソシア株式会社）代表取締役就任。2009年1月ヒューマンホールディングス株式会社執行役員、2011年4月ヒューマンインキュベーション株式会社（現･ヒューマングローバルタレント株式会社）代表取締役就任。2013年4月同社代表取締役退任。